# Hof am Leithaberge
Hof am Leithaberge  är en ort och kommun i Österrike. Den ligger i distriktet Bruck an der Leitha i förbundslandet Niederösterreich, 33 km sydost om huvudstaden Wien. 